# ارين أندرسون
ارين أندرسون (بالإنجليزية: Warren Anderson)‏ هو كبير الإداريين التنفيذيين أمريكي، ولد في 29 نوفمبر 1921 في بروكلين في الولايات المتحدة، وتوفي في 29 سبتمبر 2014 في فيرو بيتش ‏ في الولايات المتحدة.